# National Petroleum Corporation of Namibia

Logo bis 2017

Die National Petroleum Corporation of Namibia (meist kurz nur NAMCOR) ist das staatliche Mineralölunternehmen in Namibia. Es hat auf Grundlage des Petroleum (Exploration and Production) Act of 1991 das Recht zur Exploration, Ausbeutung und Förderung von Erdölen sowie Produktion von  Mineralölen in Namibia.
Seit 2018 betreibt Namcor eigene Tankstellen. Das Netz soll bis 2024 auf 34 Tankstellen ausgebaut werden.
Die Aufgaben umfassen unter anderem:
- Upstream
  - Exploration und Produktion
  - Promotion
  - Beratung und Regulierung

- Downstream
  - Raffinieren von Öl
  - Lagerung
  - Endkundeprodukte (Treibstoffe, Motoröle, Tankstellen)